# Karolin (powiat łęczyński)
Karolin – wieś w Polsce położona w województwie lubelskim, w powiecie łęczyńskim, w gminie Łęczna.
W latach 1975–1998 miejscowość należała administracyjnie do ówczesnego województwa lubelskiego.
Wieś stanowi sołectwo gminy Łęczna. Według Narodowego Spisu Powszechnego z roku 2011 wieś liczyła 122 mieszkańców.
Wierni Kościoła rzymskokatolickiego należą do parafii św. Anny w Kijanach.

## Historia
Słownik geograficzny Królestwa Polskiego z roku 1882 wymienia Karolin jako folwark w gminie Ludwin i parafii Łęczna. W XIX wieku, po rozdzieleniu klucza Łęczna, folwark Karolin wchodził w skład Kolonii Łęczna, został sprzedany w 1882 roku na rzecz Motela Siemiatyckiego, posiadał rozległość 381 mórg .